# Рацина
Рацина — ботанічний заказник місцевого значення в Україні. Розташований у межах Турківського району Львівської області, між селами Матків та Верхнє Висоцьке.
Площа 12 га. Оголошено рішенням Львівської облради від 07.02.1991 року, № 34. Перебуває у віданні  Верхньовисоцької сільради.
Ботанічний заказник розташований у долині річки Стрий.